# مت اسکیبا
مت اسکیبا (انگلیسی: Matt Skiba؛ زادهٔ ۲۴ فوریهٔ ۱۹۷۶) موسیقی‌دان، خواننده، گیتارنواز، خواننده-ترانه‌پرداز و تهیه‌کننده موسیقی اهل ایالات متحده آمریکا است. وی از سال ۱۹۹۲ میلادی تاکنون مشغول فعالیت بوده است.